# Рудневе
Рудне́ве — село в Україні, у Ізюмській міській громаді Ізюмського району Харківської області. Населення становить 16 осіб. До 2020 орган місцевого самоврядування — Левківська сільська рада.

## Географія
Село Рудневе знаходиться на відстані 1 км від річки Сіверський Донець (лівий берег), вище за течією на відстані 4 км розташоване село Ізюмське (нежиле) і на відстані 7,5 км — село Іванівка, на протилежному березі розташоване село Вітрівка (Балаклійський район). Річка в цьому місці звивиста, утворює багато стариць, лиманів і заболочених озер, в тому числі озеро Підхатнье, озеро Плоске. Село оточене великим лісовим масивом (сосна).

## Історія
12 червня 2020 року, розпорядженням Кабінету Міністрів України № 725-р «Про визначення адміністративних центрів та затвердження територій територіальних громад Харківської області», увійшло до складу Ізюмської міської громади.
19 липня 2020 року, в результаті адміністративно-територіальної реформи та ліквідації Ізюмського району, село увійшло до складу новоутвореного Ізюмського району.

## Економіка
- Лісництво.

## Населення
Згідно з переписом УРСР 1989 року чисельність наявного населення села становила 16 осіб, з яких 8 чоловіків та 8 жінок.
За переписом населення України 2001 року в селі мешкало 16 осіб.

### Мова
Розподіл населення за рідною мовою за даними перепису 2001 року:
| Мова       | Відсоток |
| ---------- | -------- |
| українська | 81,25 %  |
| російська  | 18,75 %  |